# Ķīšezers
Le Ķīšezers est un lac de Lettonie. Il est situé dans le voisinage de Jugla à Riga.

## Description
La superficie du lac est de 17,3 km2.
Le lac comporte l'île Sniķera sala et deux autres îles d'une superficie totale de 8 hectares. 
Ses rives à la fois plates dans sa partie nord et escarpées près de Mežaparks sur sa rive nord-est. 
S'il y a un fort vent d'ouest, l'eau salée du golfe de Riga se jette dans le lac par le canal de Mīlgrāvis. 
On y dénombre 11 espèces de poissons.
L'ancienne colline fortifiée de Bulduri se trouve sur la côte orientale du lac. 
Sur la côte ouest se trouve le parc zoologique de Riga. 
La réserve naturelle de Jaunciems (lv) y a été créée en 1999.

## Histoire
Le nom le plus ancien du lac était le lac Ropaži, plus tard, le lac fut également appelé Stinteze (allemand : Stintsee) . 
Le plus grand émissaire du lac est la Jugla. 
Dans le passé, l'eau du lac Langa coulait vers le Gauja, mais les moines du monastère de Daugavgrīva vers 1266 construisirent le premier moulin à eau sur ce qui était alors Dūņupes et creusèrent un fossé d'écoulement du moulin (Mühlgraben), à travers lequel l'eau du lac commença à couler vers le Daugava. Le canal créé plus tard avec la Daugava voisine s'appelle toujours canal de Mīlgrāvis.
D'autre part, la rive sud de Ķīšezer appartenait à l'Ordre de Livonie, qui installa en 1297 son propre moulin à eau et son château en pierre sur le ruisseau Bērzupīte ou Bukultu (actuel canal de Jugla), appelé le Nouveau Moulin (latin : Novum Molendinum, allemand : Neuermühlen) ou château de Bukultu.
En 1924, le territoire de la ville de Riga comprenait les rives sud et ouest du lac Kīšezer, et en 1927 la rive est.
Dans les années 1960 à l'époque soviétique, l'extrémité sud du lac a été modifiée pour la création de champs de tourbe et de dépôt des cendres de la La première centrale thermique de Riga , la TEC-1 (lv).
À l'extrémité sud du lac, au nord de la rue Pakalniešu, du sable était extrait pour la construction.
À la suite de l'extraction du sable, des fosses profondes sont apparues près du rivage.